# Гардина (Северна Дакота)
Гардина (енгл. Gardena) град је у америчкој савезној држави Северна Дакота.

## Демографија
По попису из 2010. године број становника је 29, што је 9 (-23,7%) становника мање него 2000. године.
| Група             | 2000.      | 2010.       |
| Белци             | 37 (97,4%) | 29 (100,0%) |
| Афроамериканци    | 0 (0,0%)   | 0 (0,0%)    |
| Азијати           | 0 (0,0%)   | 0 (0,0%)    |
| Хиспаноамериканци | 1 (2,6%)   | 0 (0,0%)    |
| Укупно            | 38         | 29          |